# Výživa rostlin
Výživa rostlin je proces přijímání souhrnu látek potřebných pro zdravý vývoj rostliny ve formě rostlinou přijatelné. Mezi tyto látky a fyzikální faktory lze řadit i světlo a teplo, ale především jsou tím míněny chemické sloučeniny, které rostlina přijímá z okolního prostředí, obvykle hlavně z půdy.
Většina rostlin jsou fotoautotrofní organismy, které se udržují při životě příjmem světla, oxidu uhličitého, vody a výživných látek. Z látek, které přijímají, rostliny vytváří fotosyntetickou asimilací organické látky. Důležitým předpokladem pro tento proces je světlo (většinou sluneční záření) a zelené barvivo (chlorofyl), které pohlcuje světlo a přeměňuje v chloroplastech světelnou energii na chemickou. Přežití všech rostlinných organismů závisí na vyváženém příjmu a výdeji vody buňkou. Rostlinné a jiné buňky, které mají pružné buněčné stěny, regulují přebytek vody zpětným tlakem (turgor) a při nedostatku vody se plazmatická membrána od buněčné stěny odtahuje, což se navenek projevuje sesycháním až odumřením (plazmolýza). Asi 95 % hmotnosti sušiny rostlin tvoří organické látky a jenom 5 % je tvořeno látkami anorganickými.

## Výživné látky

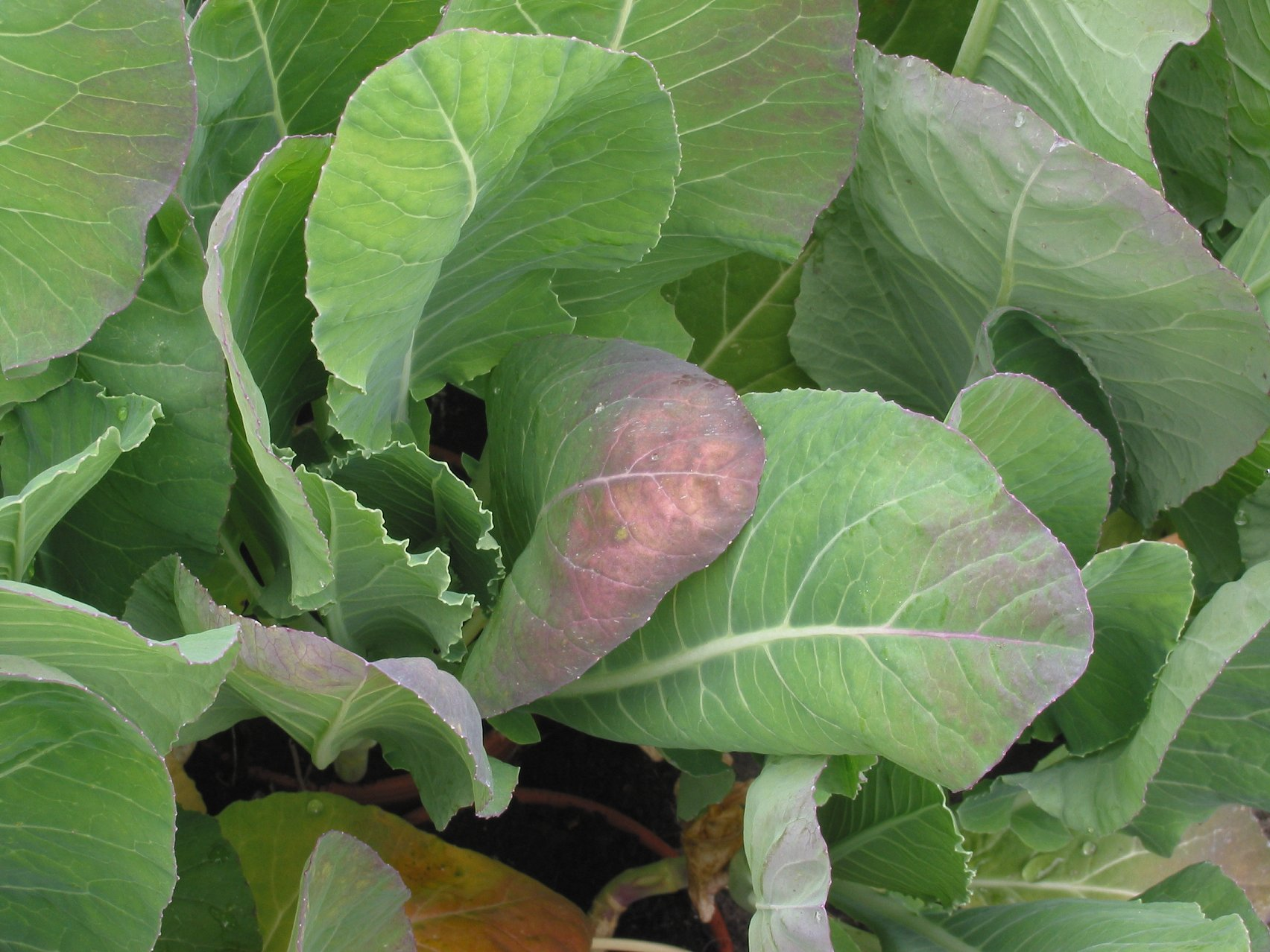
Nedostatek dusíku způsobuje červené zbarvení listů květáku

Rostliny nezbytně potřebují k růstu devět makrobiogenních a minimálně osm mikrobiogenních prvků. Nedostatek uvedených živin způsobuje poruchy růstu, zbarvení a úhyn. Takové projevy byly ve 20. století nazývány fyziologické choroby rostlin, avšak od 21. století jsou často nazývány fyziologická poškození rostlin. Nadbytek živin však způsobuje poškození rostlin rovněž.
Makrobiogenní prvky a formy, ve kterých jsou často přijímány, jsou:
- uhlík (CO2)
- voda (H2O)
- kyslík (O2)
- dusík (NO3− a NH4+)
- síra (SO42−)
- fosfor (H2PO4− a HPO42−)
- draslík (K+)
- vápník (Ca2+)
- hořčík (Mg2+)

Mezi osm základních mikroelementů patří:
- chlor (Cl−)
- železo (Fe3+ a Fe2+)
- bor (H2BO3−)
- mangan (Mn2+)
- zinek (Zn2+)
- měď (Cu+ a Cu2+)
- molybden (MoO42−)
- kobalt (Co2+)

Mikroelementy fungují především jako kofaktory pro enzymy a rostliny je vyžadují jenom ve velmi malém množství. Přesto může jejich nedostatek způsobit v porostech rostlin velké škody. Například nedostatek železa způsobuje žloutnutí listů, což může rostlinu natolik oslabit, že přestane i růst a zahyne. Nadbytek může působit podobné škody.

## Úloha půdy
Struktura a chemické složení půdy jsou vedle biogeografické polohy a podnebí hlavními faktory, které určují, jestli se rostliny v daných podmínkách adaptují na minerálové složení a půdní typ, ať už se jedná o přírodní ekosystém či zemědělskou oblast. Na rozhraní půda–rostlina se odehrávají biochemické procesy, které podmiňují zachování mnoha ekosystémů na Zemi. V půdě se nachází částice různých velikostí, které vznikly rozdrobňováním matečné horniny a spolu s těmito částečkami tvoří půdní humus. Humus zabraňuje slepování jílovitých částic a je zodpovědný za drolivou strukturu půdy, díky které je v půdě zadržována voda a zároveň umožňuje kořenům rostlin přístup ke kyslíku díky zvýšení poréznosti půdy. Humus je rovněž rezervoárem minerálních látek, které postupně pronikají do půdy, zatímco mikroorganismy rozkládají organickou hmotu.

### Kationtová výměna
Rozpouštěním půdních minerálů vznikají ionty, z nichž mnoho, zejména ty s pozitivním nábojem (kationty), např. draslík, vápník a hořčík, je poutáno k negativně nabitým částicím půdy pomocí elektrostatických sil. Proto k tomu, aby kořeny rostlin mohly absorbovat výživné látky, musí dojít k jejich uvolnění z vazby na částice, čímž se stanou pro rostlinu lépe dostupné. Kationty se stávají pro rostliny dostupnými v okamžiku, kdy jsou ve vazbě na jílové částice nahrazeny půdními vodíkovými ionty (H+). Tato kationtová výměna je stimulována kořenovými vlásky, které vylučují H+ do půdního roztoku. Právě z tohoto důvodu je péče o půdní strukturu velmi důležitá. Záporně nabité anorganické látky (anionty), jako např. dusičnany (NO3−), fosforečnany (PO4−) a sírany (SO42−), mají tendenci k odplavování, protože se neváží na částice půdy příliš pevně a rostliny pak trpí jejich nedostatkem.

## Symbióza a parazitismus
Kořeny rostlin jsou součástí rozsáhlých podzemních společenstev, jako jsou například určité druhy hub a bakterií. Během dlouhého evolučního vývoje vznikl mezi kořeny rostlin a těmito organismy úzký symbiotický vztah, jehož výsledkem je usnadnění získávání živin, z něhož těží obě strany. Dvěma nejdůležitějšími příklady symbiózy mezi rostlinami a jinými organismy jsou biologická fixace dusíku bakteriemi v hlízkách rostlin z čeledi bobovitých a symbiotické seskupení hub a rostlinných kořínků (mykorhiza).
Adaptační mechanismy pro zlepšení výživy rostlin jsou ale i takové, které mohou případnému hostiteli i škodit. Nazýváme je rostlinným parazitismem nebo rostlinným predátorstvím. Parazitické rostliny získávají živiny napojením na hostitelova vodivá pletiva, nebo nepřímo přes houbová vlákna mykorhizy, a masožravé rostliny doplňují svou potřebu na minerální výživu vstřebáváním těl živočichů. Existuje ale i mnoho přechodných forem, jako například poloparazitismus jmelí, které je zelené, a tedy schopné fotosyntézy, ale odčerpává mízu hostitelského stromu pomocí střebadel (haustorií) a doplňuje tím svoji výživu.

## Biogenní prvky

### Uhlík
Může být dodáván ve formě hnojení oxidem uhličitým. V praxi je toto prováděno výhradně v uzavřených prostorech, obvykle jde o skleníky.
Takovou výživou je dosaženo zvýšení transpirace a množství chlorofylu. K poruchám z nedostatku oxidu uhličitého v praxi obvykle nedochází.

### Vodík a kyslík
Je dodáván ve formě zálivky. Voda je nosič živin a vodík i kyslík se přímo účastní základních chemických procesů v rostlině. Nedostatek kyslíku a vodíku se v praxi obvykle poruchou neprojevuje, obvykle se projevuje nedostatek vody.

### Dusík
Dusík je biogenní prvek, který se vyskytuje ve významných organických sloučeninách a ve všech živých organismech. Rostliny ho přijímají kvůli svému růstu a nevylučují ho. Sloučeniny dusíku jsou obsaženy v půdě a mohou být dodávány ve formě hnojiva. Nedostatek i nadbytek se projevuje poruchami. Dusík je součástí aminokyselin, amidů, bílkovin (např. enzymů), pyrimidinových a purinových bází (tedy součást nukleových kyselin), chlorofylu a dalších biologicky aktivních látek. V rostlinách se jeho obsah pohybuje ve značném rozmezí v závislosti na druhu orgánu a stáří rostliny. V počátečních fázích vývoje je obsah dusíku v rostlině a spotřeba dusíku rostlinou vysoká. S klesající tvorbou biomasy potřeba příjmu dusíku klesá. Rostliny, které byly hnojeny nadbytkem hnojiv s obsahem dusíku, lze poznat podle dužnatých tkání křehkých dužnatých orgánů a velkých, sytě zelených listů. Takové rostliny se snadno poškodí a také více trpí chorobami a škůdci.
Některé rostliny specificky preferují nadbytek dusíku (kopřiva dvoudomá), většina rostlin snáší nadbytek dusíku, ale ve svém důsledku takový stav vede k chorobám, potlačuje vývoj květů a preferuje růst a na stanovišti jsou rostliny méně náročné vytlačovány na dusík náročnějšími druhy.

#### Formy příjmu dusíku rostlinou
Rostlina přijímá dusík především ze dvou forem, a to jako ionty NO3− a NH4+. Obě formy jsou mobilní, dobře metabolicky využitelné, ale mají značně rozdílný význam, úměrný rozdílům oxidace obou iontových forem. Kromě toho mohou rostliny v omezené míře přijímat i některé dusíkaté organické látky, např. močovinu, aminokyseliny aj. Některé rostliny v symbióze s bakteriemi mohou využívat vzdušný dusík (N2) díky procesu tzv. biologické fixace dusíku, jedná se například o hlízkové bakterie a bobovité rostliny, aktinobakterie žijící v symbiotickém vztahu s řadou rostlin (olše, rakytník, …) nebo cyanobakterie (sinice) a některé rostliny (jako je vodní kapradina azolla). Riziko nedostatku dusíku u těchto rostlin je tedy menší a některé rostliny se dokonce využívají jako „přírodní hnojivo“, běžně se jedná o rostliny z čeledi bobovité a v Číně je od 11. století takto používána azolla pro hnojení rýže. Některé rostliny (masožravé) doplňují nedostatek dusíku příjmem živin z usmrcených živočichů.

#### Nedostatek dusíku
Nedostatek dusíku u rostlin je vážnou fyziologickou poruchou, poruchou výživy. Projevuje se slabým růstem rostlin, rostliny jsou malé. Nedostatek dusíku se projevuje nejdříve u starších listů, dusík rostlina transportuje přednostně do růstových orgánů. Mladé listy jsou proto ještě zelené, ale starší jsou zjevně poškozeny. Nedostatek dusíku v rostlině může nastat vlivem nevhodných půdních poměrů a jeho příjem rostlinou může být výrazně omezen vlivem antagonostických prvků nebo celkově nedostatkem výživy.

### Síra
Síra patří mezi makrobiogenní prvky ve výživě rostlin. Rostliny mají relativně vysoké požadavky na síru. Je obsažena v půdě a je dodávána ve formě hnojiva (síran draselný, síran amonný).
Rostliny přijímají síru z půdy ve vodném roztoku jako síranový anion SO42− symportem se třemi protony H+. Tyto protony musí být poté zase vyčerpány protonovými ATPázami ven z buňky za investice ATP, aby se udržela jejich optimální koncentrace v buňce. Příjem síry je pro rostlinu energeticky náročný. Síra je po rostlině transportována buď ve formě SO42−, nebo jako redukovaný (pro redukci je třeba ATP a redukovaný feredoxin) sulfid S2−, nebo vázaná v aminokyselinách či sulfolipidech.
Nedostatek síry se projevuje poruchami. Poškození rostlin vlivem přebytku síry v podmínkách ČR nebylo pozorováno. Časté ovšem bývaly poškození oxidem siřičitým jako průmyslovým znečištěním. Nedostatek síry se vyskytuje v písčitých půdách, neobsahují-li dostatek sádry.

#### Nedostatek síry
Pokud poklesne obsah síry pod její kritickou hladinu, neprojeví se obvykle symptomy deficience přímo na rostlinách, ale klesá biosyntéza proteinů a v rostlinách se hromadí větší množství volných aminokyselin. Celkově dochází k inhibici metabolických procesů. Projevuje se celkovou chlorózou a pomalým růstem. Zvláště výrazný je nedostatek síry u jetele a cibulovin.

### Fosfor
Rostliny fosfor přijímají v podobě aniontů H2PO4− a HPO42−. Fosfor se nachází v rostlinách jako složka nukleových kyselin, fosfolipidů, koenzymů NAD a NADP a adenozintrifosfátu (ATP). Vzhledem ke svému zápornému náboji (uvnitř buňky je záporný náboj) a vysoké vnitrobuněčné koncentraci je jeho příjem energeticky velmi náročný, přijímá se neustále a vysokoafinními transportéry. Při příjmu pomáhá mykorhiza. V rostlině se vyskytuje volný (jako fosfátový aniont H2PO4−) i vázaný. Volný může být skladován ve vakuole.
Fosfolipidy spolu s bílkovinami tvoří důležitou složkou buněčných membrán. Fosfor se koncentruje zejména v meristematických zónách rostlin, kde je využíván pro syntézu nukleových kyselin. Při nedostatku fosforu se jaderné dělení zpomalí nebo zastaví a omezuje
se tvorba plodů.
Kyselina fosforečná je především nezbytná pro tvorbu nukleových kyselin, lecitinu a proteinů. Fosfor je jako složka DNA nejdůležitější součástí jádra a plastidů. Všude tam, kde je kyselina fosforečná přeměněna na své nerozpustné sloučeniny, se pohybuje v rostlině difúzí. Zárodky plodů se mohou vyvíjet pouze tehdy, je-li v nezbytném množství přítomen fosfor nutný pro replikaci buněčné DNA a následné buněčné dělení, při kterém vznikají nové buňky.
Požadavky běžných polních plodin na fosfor jsou značné, pšenice například využije z 1 ha půdy asi 26,5 kg této kyseliny. Lesní plodiny vyžadují mnohem méně fosforu. Je však zřejmý silný vliv hnojení fosfáty na výnos.
Dřívější tvrzení, že kyselina fosforečná v řasách může být nahrazena kyselinou trihydrogenarseničnou, je považováno za absurdní a navíc Molisch prokázal, že je nemožné.

#### Nedostatek fosforu u rostlin
Nedostatek fosforu u rostlin se projevuje se slabým růstem rostlin, zpomaluje se růst nadzemních orgánů rostliny, zpožďuje se vývoj pupenů, plody a květy předčasně opadávají a nedostatek fosforu nepříznivě působí i kořeny. Listy jsou malé a starší postupně odumírají.
Nedostatek přijatelného fosforu zabraňuje normálnímu fungování rostlinných buněk. Řasa spirogyra (šroubatka) pěstovaná po dobu osmi týdnů bez kyseliny fosforečné nevykazovala žádný růst. Došlo k žlutému zbarvení chlorofylu a hromadění tuku a albuminu. Po přidání 0,1 promile dihydrogenfosforečnanu draselného se obnovilo buněčné dělení.
Fosfor je v půdě vázán, je výrazně málo pohyblivým prvkem v půdě, příjem fosforu rostlinou může být ale výrazně omezen vlivem antagonostických prvků nebo celkově nedostatkem výživy

### Draslík
Význam draselných solí pro každou živou buňku je nepopiratelným faktem. V zelených rostlinách se podílí na syntéze sacharidů, ale také proteinů. Dodání draselných solí u zelené rostliny působí rychlý rozvoj a následně se tvoří velké množství proteinů. Většina hub vyžaduje draselné soli pro produkci proteinů. Tyto soli nemohou být nahrazeny lithiem nebo sodnými solemi. U některých hub však mohou být nahrazeny v omezené míře solemi rubidia nebo cesia.[zdroj?]
Hlavní úlohou draslíku je poskytnout odpovídající iontové prostředí pro metabolické procesy v cytosolu, a spolupůsobí například i jako regulátor různých procesů včetně regulace růstu. Rostliny potřebují ionty draslíku (K+) pro syntézu bílkovin a pro otevírání a zavírání průduchů, což je regulováno protonovou ATPázou tak, aby buňky průduchů byly buď napjaté nebo ochablé. Nedostatek iontů draslíku může poškodit schopnost rostliny regulovat tyto procesy. Draslík zasahuje do tvorby cukru a do syntézy škrobu, a má roli i v jiných fyziologických procesech, jako je fotosyntéza nebo syntéza proteinů, což se projevuje při transportu a přeměnách vytvořených cukrů. Draslík se účastní aktivace některých enzymů, přepravy rozpuštěných látek a asimilátů cévními svazky a v rovnováze kationtů a aniontů v buňce.
Vysoký obsah draselné soli způsobí snížení absorpce chloridu sodného na minimum. Draselné soli způsobují také zvýšení obsahu sacharidů u rostlin. Hnojení draselnou solí ne vždy zvýší výnos zrna. Často je to jen výnos slámy, který je zvýšen. Forma, jakou jsou draselné soli jsou použity, může mít velký vliv.

#### Nedostatek draslíku u rostlin
Vysoká respirace listů je typickým projevem draslíkové deficience. Nedostatek draslíku snižuje syntézu organických látek a zvyšuje respiraci, čímž se omezuje energetický stav rostliny. Při nedostatku draslíku je omezen transport cukrů z listů do bulev u řepy cukrovky a zvyšuje se obsah redukujících cukrů, a tím je blokován citrátový cyklus. Důsledkem toho je narušení syntézy sacharidů, tvorba tenčích buněčných stěn, řidších pletiv, a tím je snížena odolnost obilovin proti poléhání i ochrana proti parazitům.
Nedostatek draslíku u rostlin je vážnou fyziologickou poruchou výživy rostlin. Projevuje se deformacemi listů, svinováním listů, okrajovými nekrózami a zkracováním internódií. Rostlina s nedostatkem draslíku hůře hospodaří s vodou a je náchylnější k napadení patogeny. Vzhledem k vlivu na hospodaření s vodou nedostatek draslíku u rostlin výrazně ovlivňuje řadu metabolických a fyziologických funkcí, které jsou spojené s poklesem výnosu i jeho kvalitou. Je snížena odolnost rostlin proti nízkým teplotám, suchu a podobně. U zelenin se snižuje jejich skladovatelnost a chuťové vlastnosti. Nižší je i obsah vitamínu C. U obilovin se snižuje pružnost stébla, což zvyšuje nebezpečí poléhání. Při nedostatku draslíku dochází zpočátku k mírnému poškození rostlin, které později může nabývat plošných a zřetelných projevů.

#### Nadbytek draslíku u rostlin
Přehnojení draslíkem se může projevit vedlejšími antagonistickými účinky. Je omezen příjem hořčíku, vápníku, zinku, manganu nebo sodíku, takže se projevují příznaky nedostatku těchto živin.

### Hořčík
Hořčík hraje důležitou roli ve fotosyntéze, protože tvoří centrální atom chlorofylu, je chelátově vázán v jeho porfyrinovém jádře a bez chlorofylu není možná asimilace, a tedy syntéza organických látek v zelené rostlině. Sloučeniny hořčíku jsou spolu se sloučeninami železa nezbytné pro výrobu chlorofylu.
Bez dostatečného množství hořčíku proto pro pokrytí potřeby hořčíku v mladých listech rostliny začnou odbourávat chlorofyl ve starých listech. To způsobí, že hlavním příznakem nedostatku hořčíku je chloróza nebo žloutnutí listů mezi nervaturou, která zůstává zelená, což listům rostlin dodává mramorovaný vzhled. Hořčík je také nutný aktivátor mnoha důležitých enzymů a to i enzymů fotosyntézy. Hořčík je také velmi důležitý při stabilizaci struktury ribozomu, takže nedostatek hořčíku způsobuje depolymerizaci ribozomů, což vede k předčasnému stárnutí rostlin.[zdroj?] Po delší době nedostatku hořčíku dochází k nekrózám listů a shazování starších listů. Rostliny s nedostatkem hořčíku také vytváří menší, dřevnatější ovoce.

#### Nedostatek hořčíku u rostlin
Nedostatek hořčíku u rostlin patří mezi fyziologické poruchy rostlin. Prvním příznakem jsou chlorózy. Při nedostatku draslíku se příznaky zesilují. Chlorózy často připomínají mramorování, blednutí listů od okrajů a mezi cévními svazky, které ještě zůstávají zelené. Listy bývají často lámavé a křehké, kořeny slabě vyvinuté. U řepy se porucha projevuje hnědou kropenatostí, u brambor čárkami připomínajícími Y-virus. Při nedostatku hořčíku je ochuzena nejdříve řada biologicky významných soustav ještě předtím než dojde na změny u chlorofylu. Projevům chlorózy tak předchází hluboký metabolický rozvrat často doprovázený nekrózami pletiv (korálková mozaika nebo pruhovitost). U jehličin se projevuje zasycháním špiček.

### Železo
Železo je přijímáno rostlinou kořeny jako Fe3+ a Fe2+ nebo v chelátové formě. Stejně jako ostatní minerály, i železo rostlina přijímá s vodou z půdy. Ionty Fe3+ v půdě jsou obtížně rozpustné, proto rostlina vylučuje do svého okolí organické látky, které s železem reagují a tvoří cheláty. Tyto cheláty se vážou na membránu, na které se redukuje Fe3+ → Fe2+ enzymem Fe3+ chelátreduktázou, do buňky pak vstupuje železo v podobě Fe2+. U lipnicovitých (trav, Poaceae) se vylučované látky nazývají fytosiderofory a skrz membránu procházejí neredukované ionty Fe3+. Fytosiderofory jsou případem fytometaloforů, neboť takto lze přijímat i jiné kovy. Železo se dále transportuje xylémem.
Železo je v rostlinách skladováno je ve fytoferitinu (rostlinný feritin), který tvoří proteinový komplex obalující 5000–6000 iontů železa. Nedostatek železa způsobuje světlé skvrny na listech, přebytek jejich bronzový nádech.
Železo je například využíváno k tvorbě glutamyl-tRNA reduktázy, enzymu potřebného pro vytvoření kyseliny 5-aminolevulové, která je prekurzorem chlorofylu.
Většina přijatého železa je distribuována do chloroplastů. Pohyb železa v rostlině je velmi malý, takže příznaky nedostatku železa se projevují žloutenkou a chlorózou nejdříve na mladých listech, zatímco starší listy jsou ještě zelené.
Lze předpokládat, že mírné hnojení se solemi železa by mělo být prospěšné pro rostliny pěstované na půdě s nedostatkem železa. V bahnité půdě, ve které je pěstován oves a pšenice, je v důsledku aplikace hnojiva obilí zralé o několik dní dříve a výnosy slámy a obilí jsou zvýšené. Postřik se síranem železnatým by mohl přinést také příznivé výsledky. Yille aplikoval 2% roztok na mladé jabloně a hrušně, což nejen urychlilo zrání. Další informace ovšem zmiňují škodlivý účinek 1% roztoku na rostliny bramboru.

#### Nedostatek železa u rostlin
Nedostatek železa se projevuje zpravidla za horkého léta po deštivém jaru. Projevuje se obvykle jako chloróza listů. Vzhledem k tomu, že je železo významnou složkou chlorofylu, projevuje se nedostatek železa nedostatečnou tvorbou chlorofylu. Touto poruchou trpí často například vlčí bob a vápnobojné rostliny.

Nedostatek železa může být zaměněn s nedostatkem manganu nebo nadbytkem některých jiných složek výživy. Prvky jako vápník, zinek, mangan, fosfor, měď (antagonistické prvky) mohou učinit železo pro rostlinu nedostupné v případě, že jsou přítomny ve větším množství z běžných živin takto působí například nadbytek fosforu.

### Mangan
Rostliny přijímají mangan podobně jako ostatní minerály z půdního roztoku, kde se vyskytuje ve špatně rozpustných oxidech nebo dobře rozpustných chelátech, které jsou pro příjem příznivější. V rostlinách je mangan důležitou součástí kyslík vyvíjejícího komplexu, který v chloroplastech rozkládá vodu, což probíhá v primární fázi fotosyntézy. Nedostatek poškozuje chloroplasty a je příčinou chlorózy.
Mangan se v rostlině účastní nejdůležitějších procesů, jako je fotosyntéza, tvoří kofaktor řadě enzymů (například oxidázám), má vliv na příjem dusíku a tvorbu nukleových kyselin, je užitečný při přenosu fosfátů.
Pohyblivost manganu v rostlině je velmi nízká, pohybuje se zřejmě v chelátové vazbě. Mladší listy bývají nedostatkem postiženy dříve. Nejcitlivějšími organelami na nedostatek manganu jsou chloroplasty. Mangan je dále nezbytný pro redukci NO2− z NO3−. Při deficitu manganu se může zvyšovat obsah NO3− v rostlinách jako důsledek nitrátreduktázového systému.
Mezi rostlinami se projevují velké druhové rozdíly jak v nárocích, tak i ve schopnosti příjmu manganu z půdy. Nejběžnější je nedostatek manganu v zamokřených půdách, rašelinných půdách, mokřadech a humózních písčitých půdách a tam, kde jsou vysoké hladiny organické hmoty. V organických sloučeninách je mangan zastoupen v půdě v malém množství a stává se přijatelným teprve po jejich mineralizaci nebo po přechodu do chelátových forem.
Fyziologicky mangan nenahrazuje železo v rostlinách. Rostliny rostou dokonale i v kultivačních roztocích, kde nejsou žádné stopy manganu. Nicméně, popel z rostlin, zejména u dřevin, někdy obsahuje i více manganu než železa. V případě borovic i pylová zrna obsahují mangan.

#### Nedostatek manganu u rostlin
Hlavními symptomy je mezinervová chloróza (nervatura listů zůstává zelená), tvorba hnědavých a šedavých skvrn na listech. Vážně postižené listy mohou hnědnout a usychat. Nejvýznamnějším příznakem je suchá skvrnitost ovsa. Listy mají šedavé skvrny a svěšují se a hynou aniž by rostlina vytvořila latu. V raném stádiu též nedostatek manganu brzdí odnožování travin.
Mezi postižené rostliny patří brambory, jabloně, hrách, fazol, jetel, řepa a maliník. U řepy a jiných rostlin se zdánlivě projevuje podobnými příznaky jako virová mozaika. Někdy může být zaměněn s poškozením sviluškami.

### Chlor
Pro fyziologické funkce rostlin je chlór jen málo významný a jeho role není plně objasněna. Chlor je nezbytný k růstu kořenových špiček a kořenového vlášení. Účastní se osmoregulace a jako součást fotosystému II fotosyntézy. Bobovité rostliny využívají 4-chlor-indolyloctovou kyselinu jako rostlinný hormon odvozený od auxinu.
Chloridy nejsou nutné pro fyziologické funkce nižších organismů. Houby a sladkovodní řasy lze úspěšně pěstovat bez stopy chloridů.[zdroj?] V případě vyšších rostlin, Knop a Batalin úspěšně vypěstovali i halofyty v nepřítomnosti chloridu sodného, a Knop tvrdí, že chloridy jsou zbytečné pro všechny rostliny, takže doporučuje kultivační tekutiny bez chloridů. Na druhé straně, u některých rostlin se vyskytují adaptace, které vytvářejí závislost na přítomnosti chloru, zvláště na chlorid draselný. Je prokázáno, že rostliny z prostředí přijímají chloridy a ty koncentrují v organismu. Popel z leknínu bílého v množství 7 až 10 procent sušiny získané z celkové hmoty rostliny obsahuje 9–23 procent chloru a řasa Spirogyra nitida 24 procent.
Nobbe zjistil, že rostliny pohanky prospívají normálně v kultivačním prostředí bez chloridů do květu, ale brzy poté špičky stonků odumřou a horní část stonku je poškozena otoky, epidermis praská, tmavě zelené listy křehnou, a projevuje se chloróza a zvrat, nejsou vytvářeny plody. Mikroskopická vyšetření prokázala velkou akumulaci škrobových zrn v části stonků, což potvrdil Leydhecker.
Chloridy vápníku a hořčíku mají škodlivý vliv na rostliny, pravděpodobně způsobený uvolněním kyseliny chlorovodíkové v buňkách.[zdroj?] Při 0,01% koncentraci chloridu sodného nebo chloridu draselného nebyl zaznamenán žádný zásadní rozdíl v růstu nebo množství škrobu řasy spirogyra, avšak růst byl zpomalen o 0,5 %. Zvýšení obsahu chloridu sodného nad určitou mez má zpomalující vliv na asimilaci v chloroplastech (Schimper). Asi 1% roztok zpomalí růst pšenice a roztok 1,8% zabrání jejímu vyklíčení. Chlorid sodný snižuje množství chlorofylu v rostlinách z mořského pobřeží, ale způsobuje, že listy jsou tužší.

### Brom
Sloučeniny bromu se ve velkém množství vyskytují v mořských řasách, a to především ve formě bromoformu a brommetanu. Brommetan se vyskytuje i u některých vyšších rostlin, například v čeledi brukvovité. Fyziologické nahrazení bromidu draselného za chlorid draselný u vyšších rostlin je možné.[zdroj?] V případě rostlin pohanky pěstovaných na bromidu draselném autor experimentu uvádí, že pouze jeden ze šesti stvolů tvoří semeno, ostatní uhynou během fáze kvetení. Tvrzení, že bromidy nejsou škodlivé pro kvetoucí rostliny se tak mohou týkat pouze některých krátkověkých rostlin.

### Bór
Bór je rostlinami přijímán hlavně přes kořeny při optimálním pH 5–6. Rostliny obsahují bór jak v rozpustné tak v nerozpustné formě. Zdá se, že se nerozpustný bór je funkční forma, zatímco rozpustný bór představuje přebytek. Bór je nezbytný pro růst vyšších rostlin, ale není nezbytný pro řasy. V rostlinách je hlavní funkcí tohoto prvku poskytnout strukturální celistvost buněčné stěny sesíťováním molekul pektinu a zajistit její funkci, protože ovlivňuje její porozitu a odolnost v tahu. Další funkce zahrnují zajišťování funkcí plazmatické membrány a další metabolické procesy, mechanismus, jakým bór na tyto procesy působí, ale doposud není dobře prozkoumán. Bór je také nezbytný pro bakterie zajišťující biologickou fixaci dusíku, a to především pro hlízkové bakterie žijící v symbióze s bobovitými rostlinami, jejichž buněčná stěna chrání tyto bakterie před kyslíkem.

#### Nadbytek bóru
Vysoká koncentrace bóru je pro většinu rostlin toxická, projevuje se zlatožlutým zbarvením na starších listech. Vysoký obsah bóru lze omezit hnojením přípravky s obsahem vápníku nebo dusíku.

#### Nedostatek bóru
Nedostatek bóru je nejrozšířenější poruchou příjmu živin na celém světě a způsobuje velké ztráty v rostlinné výrobě jak kvantitativně, tak kvalitativně.
Bór příznivě ovlivňuje akumulaci fosforu v listech. Z úlohy metabolismu fosforu vyplývá i význam bóru ve vztahu k fotosyntéze.
Nedostatek bóru má vliv na vegetativní a reprodukční růst rostlin, který má za následek inhibici buněčného růstu, odumírání pletiv a sníženou plodnost.

### Vápník
Nároky na vápník neodpovídají vždy vztahu k půdní reakci. Vápník v půdě omezuje rozvoj četných choroboplodných zárodků a škůdců v půdě. Jeho nedostatek se projevuje nejdříve na mladých orgánech a růstových vrcholech.
Různé druhy rostlin mají různou potřebu vápníku. Příjem, transport a redistribuce vápníku jsou podmíněny tendencí vápníku tvořit poměrně málo rozpustné až nerozpustné sloučeniny. Proto je v rostlině jeho pohyb velmi malý a využitelnost prakticky zanedbatelná, což vyúsťuje na jedné straně v postupném zvyšování jeho obsahu ve starších listech a na druhé straně v chronický nedostatek vápníku ve vrcholových a rostoucích meristémech při nedostatku vody v rostlině (nedostatečné transpiraci). Vápník je prvek u nějž na základě jeho chemické analýzy nelze přímo usuzovat na jeho skutečnou potřebu.
Již dlouhou dobu je známo, že vápenaté a hořečnaté soli se nemohou fyziologicky nahradit navzájem. Heiden podotýká že kukuřice a hrášek bez vápníku přežily jen čtyři týdny a dosáhly výšky pouze 18,9 a 27 cm. Absence vápníku zastavuje růst dříve než nedostatek fosforu a draslíku. Spirogyra uhynula během čtyř až pěti dnů v 1 promile roztoku síranu hořečnatého, ale zůstala naživu dlouhou dobu v odpovídajícím roztoku sodíku, draslíku a vápníku. V 1 procentním roztoku dusičnanu hořečnatého menší druhy Spirogyra uhynou za šest až dvanáct hodin. Škodlivý účinek soli hořčíku je také zřejmý na kořenech sazenic.
Vápník zásadně ovlivňuje metabolismus rostlin. Nedostatek vápníku ovlivňuje příjem živin. Mimořádné účinky vápenných solí mají zvláštní význam na vývoj kořenového vlášení. Byly klíčem k poznatku, že draselné a amonné soli v půdě jsou absorbovány ve zvýšeném množství rostlinami po hnojení vápenatými solemi. Při nedostatku vápníku kořeny začínají zahnívat.
Vápník se podílí na růstu buněk a správné funkci buněčných stěn a tak i pevnost pletiv. Vápník v rostlinné tkáni také neutralizuje některé organické kyseliny.

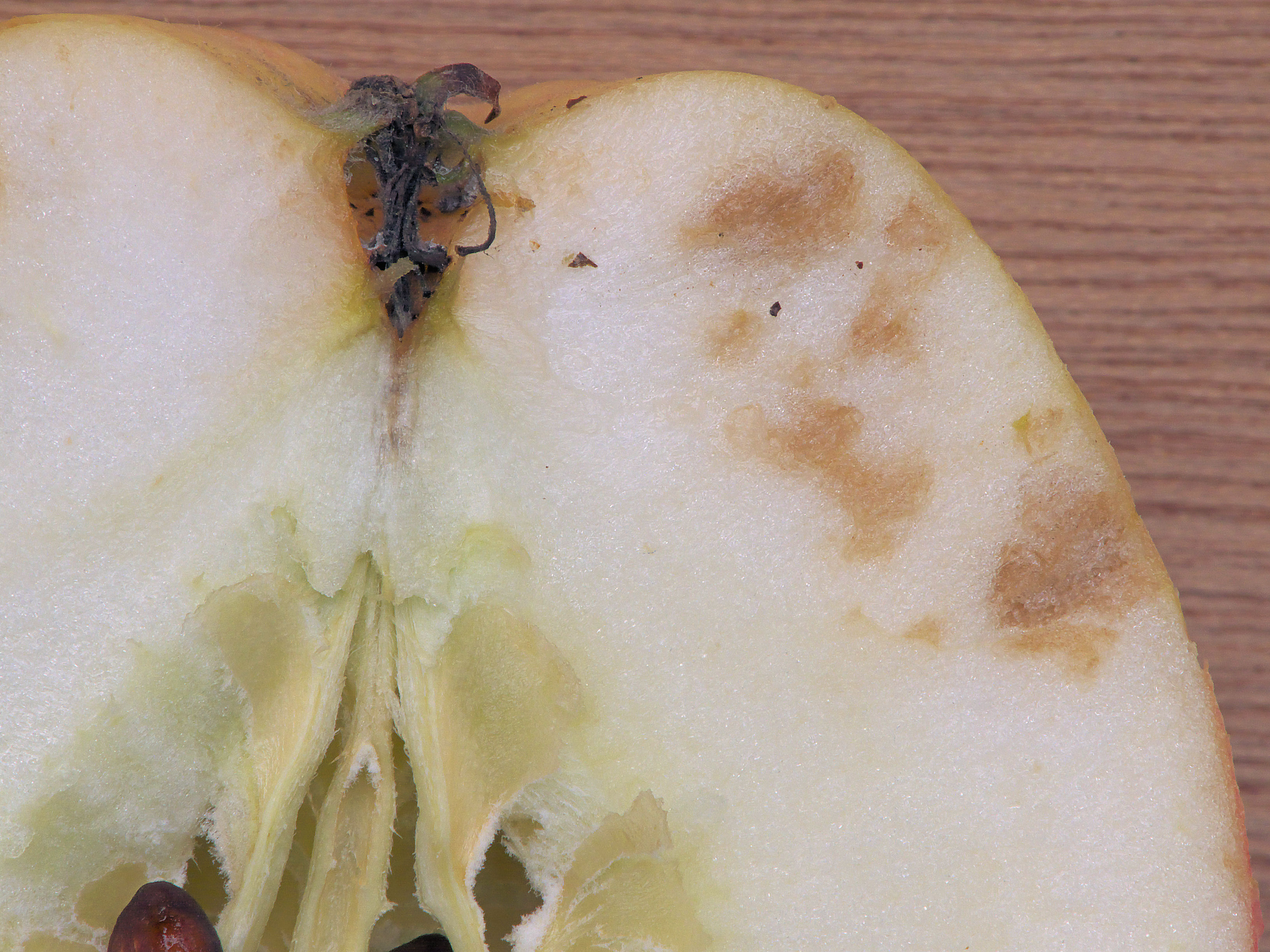
Fyziologická skvrnitost jablek.

#### Nedostatek vápníku u rostlin
Často může být nedostatek vápníku u rostlin výsledkem nízké transpirace celé rostliny nebo postižené tkáně. Rostliny jsou citlivé na lokalizovaný nedostatek vápníku, protože vápník není přepravován floémem. Vedle chloróz je charakteristická zvláště chlorotická kropenatost mladších listů. Symptomy se prohlubují na mladších listech. Příznaky nedostatku vápníku se objeví nejprve jako lokalizované odumírání tkáně vedoucí k zakrslému růstu rostlin. Některé příznaky nedostatku vápníku jsou zcela specifické u některých rostlin. U zelí, kapusty a růžičkové kapusty se projevy nedostatku vápníku objevují jako zhnědnutí uvnitř hlávek a černé nekrózy nebo jako černání vrcholových částí nebo podobně jako u salátu černání špiček listů. Fyziologická skvrnitost jablek také hořká skvrnitost jablek nebo pihovitost jablek je fyziologická porucha která se projevuje především na mladých bujně rostoucích stromech s malou násadou velkých plodů. U paprik a rajčat tato porucha ve výživě rostliny vápníkem nápadně postihuje plody. Porucha je někdy nazývána černání pupku rajčete.

#### Nadbytek vápníku u rostlin
Nadbytek vápníku v půdě rostlinám v podstatě neškodí s výjimkou rostlin citlivých přímo na nadbytek vápníku. Symptomy zahrnují žloutnutí listů, nebo hnědnutí ploch mezi nervaturou listů, jenž může sama zůstat zelená, zatímco mladé listy se mohou zdát zcela světlé. Ovoce může být špatné kvality a úroda je značně snížená. Kalciózou může trpět každá rostlina, ale obzvláště citlivá je většina vápnostřežných nebo rašeliništních rostlin, jako jsou například azalky a kamélie. Z běžných ovocných druhů jsou citlivé především maliny, broskvoně, kdouloň obecná a hrušně.

### Zinek
Zinek je rostlinami přijímán kořenovým systémem, převážně jako kationt Zn2+ a také v hydratovaných formách. Může být přijat také ve vhodné chelátové vazbě nebo jako Zn(OH). Rostlinami je zinek přijímán z půdního roztoku pomocí fytometaloforů (podobně jako u železa, fytometalofory pro železo se nazývají fytosiderofory). Jeho nedostatek způsobuje odumírání vzrostných vrcholů, nadbytek chlorózu. Kořeny rostlin obsahují více zinku než nadzemní část.
Zinek hraje významnou roli při regulaci metabolismu nukleových kyselin, inhibuje aktivitu ribonukleázy v rostlinných pletivech. Rovněž ovlivňuje metabolismus aminokyselin, bílkovin a cukrů. Hladina zinku má rovněž vliv na tvorbu giberelinu.

### Měď
Měď plní v rostlině funkci katalyzátoru, ačkoliv je poměrně toxická.
Relativně vysoká koncentrace Cu se objevuje v chloroplastech. Váže se na molekuly bílkovin a je složkou proteinu v chloroplastu. Mechanismus působení není dosud plně objasněn.
V případě nedostatku pro rostlinu přijatelné mědi dochází k zasychání vrcholků rostlin, listy žloutnou, jsou zkroucené, nejdříve bývají postiženy starší listy. Na mladých listech se projevuje nedostatek mědi jako chlorotické skvrny. Nedostatek mědi může být důvodem výrazně snížené plodnosti třešní.

### Molybden
Potřeba molybdenu je běžně velmi nízká. Molybden je v rostlině snadno pohyblivý, do rostliny může vstoupit jak kořeny, tak pokožkou nadzemních částí. Hromadí se v podzemních částech rostlin. Rostliny přijímají molybden převážně jako aniont Mo42− a velké množství molybdenu se nachází v semenech. Molybden se v rostlině účastní procesů fixace dusíku, metabolismu fosforu, příjmu a využití železa a ovlivňuje působení enzymů.

### Kobalt
Kobalt je přijímán kořeny i listy. Hraje roli při tvorbě chlorofylu a fytohormonů a sám působí jako katalyzátor.

## Další prvky ovlivňující rostliny

### Fluor
Ačkoliv byl fluor ve formě fluorid vápenatý nalezen v některých rostlinách (spoluvytváří buněčné stěny), pro rostliny není nutný.[zdroj?] Lze dokonce říci, že rozpustné fluoridy už v malém množství působí na rostliny toxicky.

### Sloučeniny jodu
Podle Gautiera (1899) mořské řasy obsahují na 100 g sušiny 60 mgr jódu, zatímco sladkovodní řasy obsahují jódu pouze 0,25–2,40 mgr. Klíčící rostliny ze semen pohanky v prostředí, ve kterém je draslík nabídnut jako jodid, uhynuly dříve, než se vyvinul první list. Nižší organismy takové prostředí snáší lépe.

### Sodík
Pokud je sodík v prostředí rostlin ve zvýšené koncentraci, dochází k snižování příjmu K, Ca, Mg rostlinou.

### Křemík
Téměř všechny půdy obsahují dostatek křemíku. Rostliny využívají křemík ve formě solí a SiO2. Ve stěnách epidermálních buněk se křemík nachází u jednoděložných rostlin. Křemík ovlivňuje zdravotní stav rostliny, může zřejmě ovlivňovat náchylnost na padlí, odolnost proti bramborové spále u brambor. U révy vinné je popsán menší výskyt napadení houbovými patogeny – oidiem a perenosporou po aplikaci vysokopecní strusky.